# Equizetum
Equizetum (łac. Diocesis Equizetensis) – stolica historycznej diecezji w Cesarstwie rzymskim, w prowincji Mauretania Sitifense, zlikwidowana w VII w. podczas ekspansji islamskiej, współcześnie w północnej Algierii. Obecnie katolickie biskupstwo tytularne.

## Biskupi
| Lp. | Biskup                       | Funkcja                                              | Od                | Do                   |
| --- | ---------------------------- | ---------------------------------------------------- | ----------------- | -------------------- |
| 1   | Michael Rodrigues            | emerytowany biskup Belgaum (Indie)                   | 15 marca 1964     | 12 października 1964 |
| 2   | Juan Tarcisio Senner         | emerytowany biskup Cochabamba (Boliwia)              | 19 sierpnia 1965  | 23 stycznia 1976     |
| 3   | Ronald Gerard Connors        | biskup koadiutor San Juan de la Maguana (Dominikana) | 24 kwietnia 1976  | 20 lipca 1977        |
| 4   | José Vittorio Tommasí        | biskup pomocniczy Bahía Blanca (Argentyna)           | 19 listopada 1984 | 28 sierpnia 1991     |
| 5   | Juan Bautista Herrada Armijo | biskup pomocniczy Antofagasty (Chile)                | 30 listopada 1991 | 21 stycznia 2002     |
| 6   | Luis Antonio Nova Rocha      | biskup pomocniczy Barranquilla (kolumbia)            | 15 lutego 2002    | 13 listopada 2010    |
| 7   | Santo Loku Pio Doggale       | biskup pomocniczy Dżuby (Sudan Południowy)           | 27 listopada 2010 |                      |